# Dicellachilus
Dicellachilus is een geslacht van kevers uit de familie bladsprietkevers (Scarabaeidae). Het geslacht werd voor het eerst wetenschappelijk beschreven in 1905 door Waterhouse.

## Soorten
- Dicellachilus woodi Waterhouse, 1905